# フォード・ピント
ピント (Pinto) は、アメリカのフォード・モーターが製造・発売していたサブコンパクトカーで、1971年から1980年の約9年間販売された。
同社の元社長であるリー・アイアコッカが開発責任者となっており、また構造上の欠陥が問題となったことで有名である。1907年以来最小のアメリカのフォード車であるピントは、北米でフォードが生産した最初のサブコンパクトカーであった。   

## 概要
1970年9月11日発売。当時、アメリカのコンパクトカー市場はフォルクスワーゲンや、ダットサン（日産自動車）、トヨタなどの日本車といった輸入小型車が増加していた。アメリカの自動車会社もこれらに対抗するため、従来より小さなサブコンパクトカークラスへ参入する事となり、そうして生まれたのがピントであった。通常は約43ヶ月かける開発期間を25ヶ月に短縮して市場へ投入されたが、後にこれが重大な問題となる。
当初は2ドアセダンのみのラインナップだったが、1971年2月に「ラナバウト」と呼ばれるハッチバックが追加された。1972年にはステーションワゴンも追加され、2,000ドル以下という低価格で人気を博した。その後、数回の小規模なマイナーチェンジを繰り返し、1977年にはオールガラスハッチのモデルを追加。1979年にはヘッドライトを角形とする変更を行い、翌1980年限りでエスコートにその座を譲り生産を終了した。
構造はごく一般的なもので、フロントにエンジンを置き、リーフスプリングで吊ったリジッドの後輪を駆動する。フロントサスペンションはダブルウィッシュボーン+コイルスプリングの独立懸架である。
マーキュリーブランドの姉妹車にボブキャットがあり、1975年（カナダでは1974年）から1980年まで販売された。また、1973年のモデルチェンジで小型化されたマスタング（「マスタングII」と呼ばれた）は、このピントをベースにしている。
また、ホットモデルとしては1972年から1973年にかけて「ピント・パングラ」と呼ばれる、ターボチャージャーやデジタルメーターを装備したキットが、カリフォルニアのフォードディーラーで販売されていた（価格は5000ドル程度）。
販売面では当初、AMCが販売していた競合車種であるグレムリンに敗北したものの、そのグレムリンも売り上げこそ好調だったものの評価は芳しくなく、後にピントが巻き返した。最終的に累計で300万台以上を販売している。
ピントはその構造的欠陥を厳しく批判されたが、当時はコスト削減のために品質が必然的に犠牲になっていた時代背景もあり、2005年にNBCが行った「オールタイム・アメリカン・ワースト・カー」と呼ばれる調査において、同時期に販売されていた車種のほとんどがランクインしていることもまた事実である。
ピントはストックカーレースのベースとしても用いられ、大いに活躍した。
日本にはラナバウト（ハッチバック）・ワゴンともに輸入された。姉妹車マーキュリー・ボブキャットが登場すると輸入車種がそちらに変わったが、モデル末期には再びピントが輸入されている。
アメリカのテレビドラマ『チャーリーズ・エンジェル』でケイト・ジャクソン扮するサブリナ・ダンカンが76-78年型のオレンジ色のボディーにホワイトのバイナルトップのランナバウト(ハッチバック)モデルを愛車にしていたとして知られている。ピントという車種名を知らなくてもピントのデザインに記憶がある日本の視聴者は数多い。

## エンジン

### モデルイヤー別一覧
- 1971年モデル
  - 1.6 L (98 CID) OHV I4 - 75hp (56kW) and 96ft.lbf (130Nm)
  - 2.0 L (122 CID) SOHC I4 - 100hp (74.5kW)
- 1972年モデル
  - 1.6 L Kent - 54hp (40kW)
  - 2.0 L EAO - 86hp (64kW)
- 1973年モデル
  - 2.0 L EAO - 86hp (64kW)
- 1974年モデル
  - 2.0 L EAO - 86hp (64kW)
  - 2.3 L OHC - 90hp (67kW)
- 1975年モデル
  - 2.3 L OHC - 83hp (62kW)
  - 2.8 L (170 CID) V6 - 97hp (72kW)
- 1976年モデル
  - 2.3 L OHC - 92hp (69kW)/121ft.lbf (163Nm)
  - 2.8 L Cologne - 103hp (77kW)/149ft.lbf (201Nm)
- 1977年モデル
  - 2.3 L OHC - 89hp (66kW)/120ft.lbf (162Nm)
  - 2.8 L Cologne - 93hp (69kW)/140ft.lbf (189Nm)
- 1978年モデル
  - 2.3 L OHC - 88hp (66kW)/118ft.lbf (159Nm)
  - 2.8 L Cologne - 90hp (67kW)/143ft.lbf (193Nm)
- 1979年モデル
  - 2.3 L OHC - 88hp (66kW)/118ft.lbf (159Nm)
  - 2.8 L Cologne - 102hp (76kW)/138ft.lbf (186Nm)
- 1980年モデル
  - 2.3 L OHC - 88hp (66kW)/119ft.lbf (160Nm)

### 機種別一覧
| エンジン名                                          | 搭載された年      | 排気量                | 馬力† | トルク† |
| 直列4気筒エンジン                                   | 直列4気筒エンジン | 直列4気筒エンジン     | 直列4気筒エンジン | 直列4気筒エンジン |
| --------------------------------------------------- | ----------------- | --------------------- | --- | --- |
| フォード ケント 直4                                 | 1971–1973         | 98立方インチ (1.6 L)  | - 75 hp (56 kW; 76 PS) (1971) - 54 hp (40 kW; 55 PS) (1972–1973)                                                                                           | - 96 lb⋅ft (130 N⋅m) (1971) |
| フォード EAO 直4                                    | 1971–1974         | 122立方インチ (2.0 L) | - 100 hp (75 kW; 101 PS) (1971) - 86 hp (64 kW; 87 PS) (1972–1974)                                                                                         | |
| フォード OHC 直4                                    | 1974–1980         | 140立方インチ (2.3 L) | - 90 hp (67 kW; 91 PS) (1974) - 83 hp (62 kW; 84 PS) (1975) - 92 hp (69 kW; 93 PS) (1976) - 89 hp (66 kW; 90 PS) (1977) - 88 hp (66 kW; 89 PS) (1978–1980) | - 110 lb⋅ft (150 N⋅m) (1975) - 121 lb⋅ft (164 N⋅m) (1976) - 120 lb⋅ft (160 N⋅m) (1977) - 118 lb⋅ft (160 N⋅m) (1978–1979) - 119 lb⋅ft (161 N⋅m) (1980) |
| V6エンジン                                          |                   |                       | | |
| フォード ケルン V6                                  | 1975–1979         | 170立方インチ (2.8 L) | - 97 hp (72 kW; 98 PS) (1975) - 103 hp (77 kW; 104 PS) (1976) - 93 hp (69 kW; 94 PS) (1977) - 90 hp (67 kW; 91 PS) (1978) - 102 hp (76 kW; 103 PS) (1979)  | - 139 lb⋅ft (188 N⋅m) (1975) - 149 lb⋅ft (202 N⋅m) (1976) - 140 lb⋅ft (190 N⋅m) (1977) - 143 lb⋅ft (194 N⋅m) (1978) - 138 lb⋅ft (187 N⋅m) (1979)      |
| †馬力とトルクは、1972年モデル以降はネット値である。 |                   |                       | | |

## 欠陥
ピントにまつわるエピソードとして最も有名なのがいわゆる「フォード・ピント事件」である。
ピントの燃料タンク配置には、被追突時に燃料漏れ・火災を起こしやすい欠陥があった。しかし事故の損害賠償を求めた裁判において、フォードは欠陥を知りながら設計改善費用より事故発生時に支払う損害賠償額のほうが安価との内部の費用便益分析に基づいてこれを放置したことが暴露され、非難された。結果、フォードは多額の賠償金の支払いを命じられた上、企業としての信用も失墜することとなった。
この事件は今日まで技術者倫理、企業倫理、不法行為改革の教育においてしばしば題材として用いられている。また20世紀フォックスが1991年に製作した映画『訴訟』（原題: Class Action）の題材となっている。
一方、後年の研究において、この費用便益分析（ピント・メモ）は実はピントの設計には直接関係しない文書であることなど、この事件の一般における理解には誤解や不正確なものを含むことが指摘されている。

### 概要
一般に知られる事件の概要は、次のようなものである。
先述の通り、ピントは短期間で市場に送り込むこととコスト削減の目的で、通常43か月を要する開発期間を25か月に短縮して市場に送り込まれたが、開発段階でスタイリング重視のためガソリンタンクとリアバンパーが近接した構造になったこと、リアバンパーおよび取付部の強度が不足していたことにより、追突事故に対して非常に脆弱であるという欠陥が発覚した。しかし、フォードは欠陥対策にかかるコストと事故発生時に支払う賠償金額とを比較し、賠償金を支払う方が安価であると判断（事故予測180人が焼死、さらに180人が重傷、その結果の賠償額4,950万ドル。対してガソリンタンク対策費1台あたり11ドル、計1億3,700万ドル）してそのまま放置した。
そんな折、市販された翌年の1972年にインターステートハイウェイを走行中のピントがエンストを起こし、約80km/hで走行してきた後続車に追突されて炎上し、運転していた女性が死亡、同乗者が大火傷を負う事故が発生した。この事故での陪審評決で、フォードを退社した元社員らが欠陥を知りながら開発を進めた事実を証言し、コスト比較計算の事実も発覚した。その後、フォードは陪審員裁判において総額1億2,780万ドル（当時の日本円換算で約260億円）もの巨額の懲罰的損害賠償を命じられることになり（後に裁判官により賠償額は350万ドル=当時の日本円換算で7億円に減額される）、より大きな経済的打撃を受けるだけでなく、製品の信頼性や同社の信用も失墜してしまう皮肉な結果となった。
フォードは対策としてピントのガソリンタンクの配置を後車軸上に変更し、ガソリンタンクとバンパーの強化を行う等の対策を取った。

### 短期的な視点
先の計算は、すでに販売している自動車の改修にともなう短期的な費用・便益の計算であって、安全基準の強化による長期的な費用・便益の計算ではない。そのため、このような計算にもとづいて安全基準の強化に反対することは、フォードが短期的な視点にしか立っていないことを示している。

### 訴訟
ピントの欠陥による事故の結果起こされた2つの画期的な訴訟として、「グリムショー対フォード」（上記の訴訟）および「インディアナ対フォード」がある。